# 黎黛

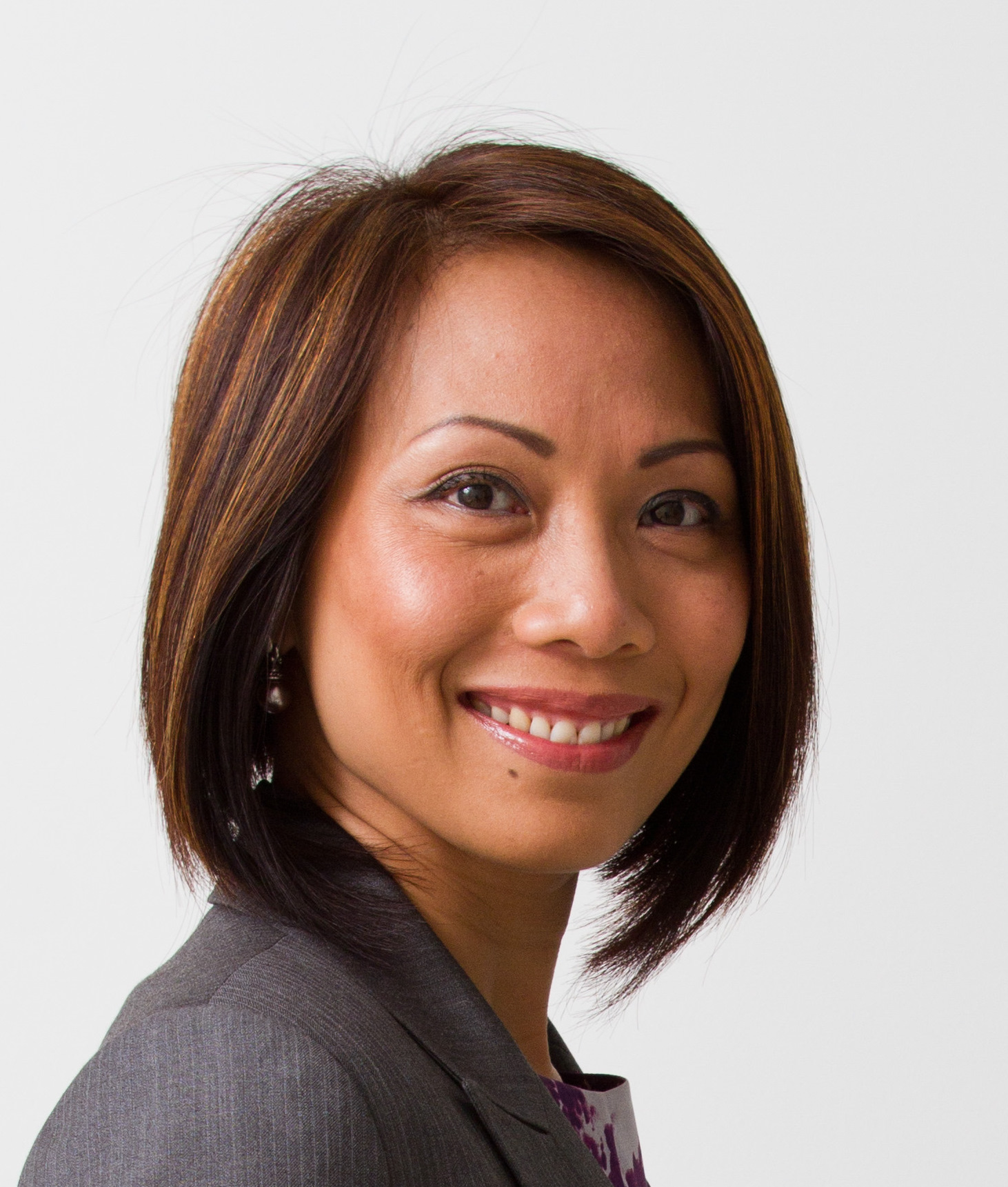
黎黛

黎黛（1968年—），生於越南，澳大利亞越南裔政治人物，2022年當選澳大利亞眾議院議員。

## 生平
黎黛童年時正值越南戰爭，她與兩名姊妹隨母親乘船逃難，曾在菲律賓及香港的越南難民營居住三年。11歲以難民身份移居澳大利亞。
她曾在澳大利亞廣播公司新聞頻道任職記者，後修畢政治學學士。2008年開始從政。
2022年5月，以獨立身份當選福勒選區眾議員。

## 外部連結
- Dai Le官方網站 （页面存档备份，存于）